# Brede pissebed
De brede pissebed (Porcellio dilatatus) is een pissebed uit de familie Porcellionidae. De wetenschappelijke naam van de soort is voor het eerst geldig gepubliceerd in 1833 door Brandt.